# Бако, Григорий Александрович
Григорий Александрович Бако (также Бакко; 7 февраля 1874 — 22 февраля 1951, Аньер-сюр-Сен) — русский офицер, участник Первой мировой войны и Белого движения, полковник. Кавалер ордена Св. Георгия IV степени (1915). После 1920 года в эмиграции, проживал во Франции.

## Биография

### Первая мировая война
Родился 7 февраля 1874 года в семье купца Могилевской губернии. Получил домашнее образование, окончил Тверское кавалерийское юнкерское училище и по выпуску отправлен в 12-й Драгунский Мариупольский полк. В 1899 году ушел в запас и поступил в Московский университет. В 1902 году был зачислен в 7-й запасный кавалерийский полк. В 1905 году был переведен в Крымский конный полк, в рядах которого оставался в течение Первой мировой войны и был награждён орденом Св. Георгия 4-й степени, высочайший приказ от 23 мая 1915 года. В 1917 году — полковник, помощник командира полка по строевой части. 11 ноября 1917 принял полк от предыдущего командира, полковника князя А. А. Мурузи.

### Гражданская война и эмиграция
После возвращения в Крым скрывался, а затем после эвакуации немецких оккупационных сил 7 декабря 1918 года, принял командование вновь сформированным (в составе 3-х эскадронов) Крымским конным полком. Участвовал в обороне Крыма в составе Крымско-Азовской Добровольческой армии. Развернутый в шесть эскадронов (под командованием полковника Д. И. Туган-мирзы Барановского при заместителе полковнике Бако), полк отличился в боях у Ак-Маная в мае-июне 1919 года. 11 августа 1919 года подразделение полка и кадры Сводно-Драгунского полка под общим командованием полковника Д. И. Туган-мирзы Барановского были высажены отрядом кораблей капитана 1 ранга П. П. Остелецкого в районе Сухого Лимана и взяли с боем город Одессу. Осенью 1919 года Крымский конный полк участвовал в боях с войсками Петлюры в составе 2-го армейского корпуса, после чего в самом конце года был переброшен в Крым, где вошел в корпус генерала Я. А. Слащова. Находился в Симферополе во время мятежа капитана Орлова, который не поддержал. В Русской армии генерала Врангеля Крымский конный полк под командованием полковника Бако участвовал в боях в Северной Таврии в составе конного корпуса генерала И. Г. Барбовича. После отхода в Крым полк прибыл в Ялту, где вместе с частями конного корпуса генерала И. Г. Барбовича в ходе Крымской эвакуации был погружен 2 ноября (по ст. ст.) на транспорт «Крым», с которого через 10 дней был высажен на полуостров Галлиполи. После недолгого пребывания в Королевстве сербов, хорватов и словенцев в 1921—1922 годах, переехал во Францию. Возглавлял Объединение Крымского полка, оставил военные мемуары. Член Союза ревнителей памяти императора Николая II. В 1941-1946 годах член ревизионной комиссии храма Христа Спасителя в городе Аньер. Скончался в Аньере под Парижем 22 февраля 1951 года. Похоронен на русском кладбище в Сент-Женевьев де Буа.

## Награды
- ордена Св. Станислава 3-й ст. (ВП 02.03.1912; с 06.12.1911);
- Св. Анны 3-й ст. (ВП 03.02.1914; с 06.12.1913);
- Св. Георгия 4-й ст. (ВП 23.05.1915);
- Св. Анны 2-й ст. с мечами (ВП 30.06.1915);
- Св. Анны 4-й ст. (утв. ВП 11.07.1915);
- мечи и бант к ордену Св. Станислава 3-й ст. (ВП 23.04.1916);
- Св. Станислава 2-й ст. с мечами (утв. ВП 14.05.1916);
- мечи и бант к ордену Св. Анны 3-й ст. (утв. ВП 07.09.1916).